# Jan Martini
Jan Martini (ur. 30 stycznia 1944 we Lwowie) – pianista, kompozytor, działacz „Solidarności”, w 2000 odznaczony Srebrnym Krzyżem Zasługi, publicysta. Odznaczony Krzyżem Kawalerskim Orderu Odrodzenia Polski.
Wszedł w skład komitetu wspierającego kandydaturę Karola Nawrockiego na prezydenta RP w wyborach w 2025.